# Jeep Gladiator (1962)
Jeep Gladiator – samochód osobowy typu pickup klasy pełnowymiarowej produkowany pod amerykańską marką Jeep w latach 1962–1971 i jako Jeep Pickup w latach 1971–1988.

## Historia i opis modelu

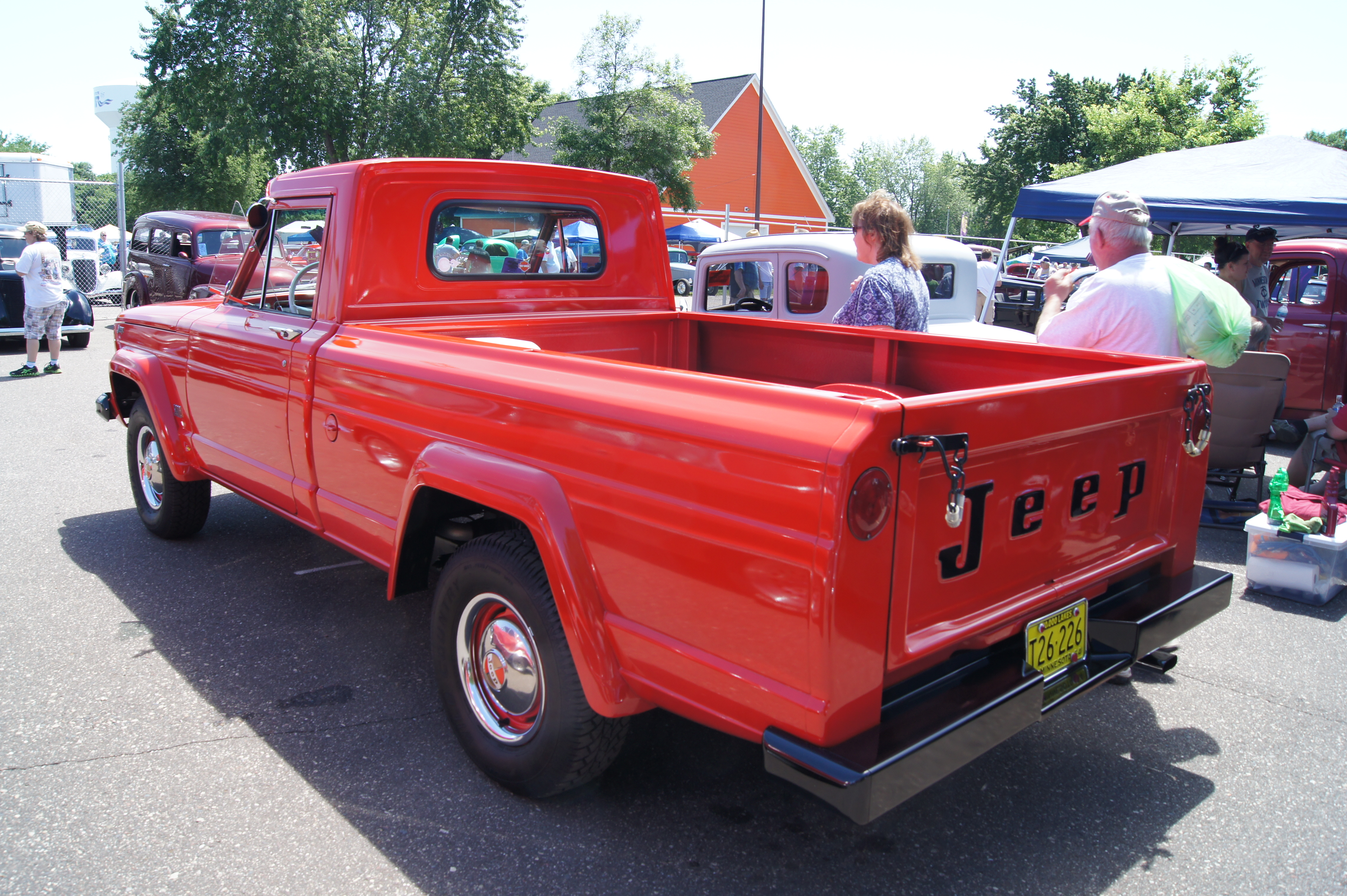
Jeep Gladiator – tył

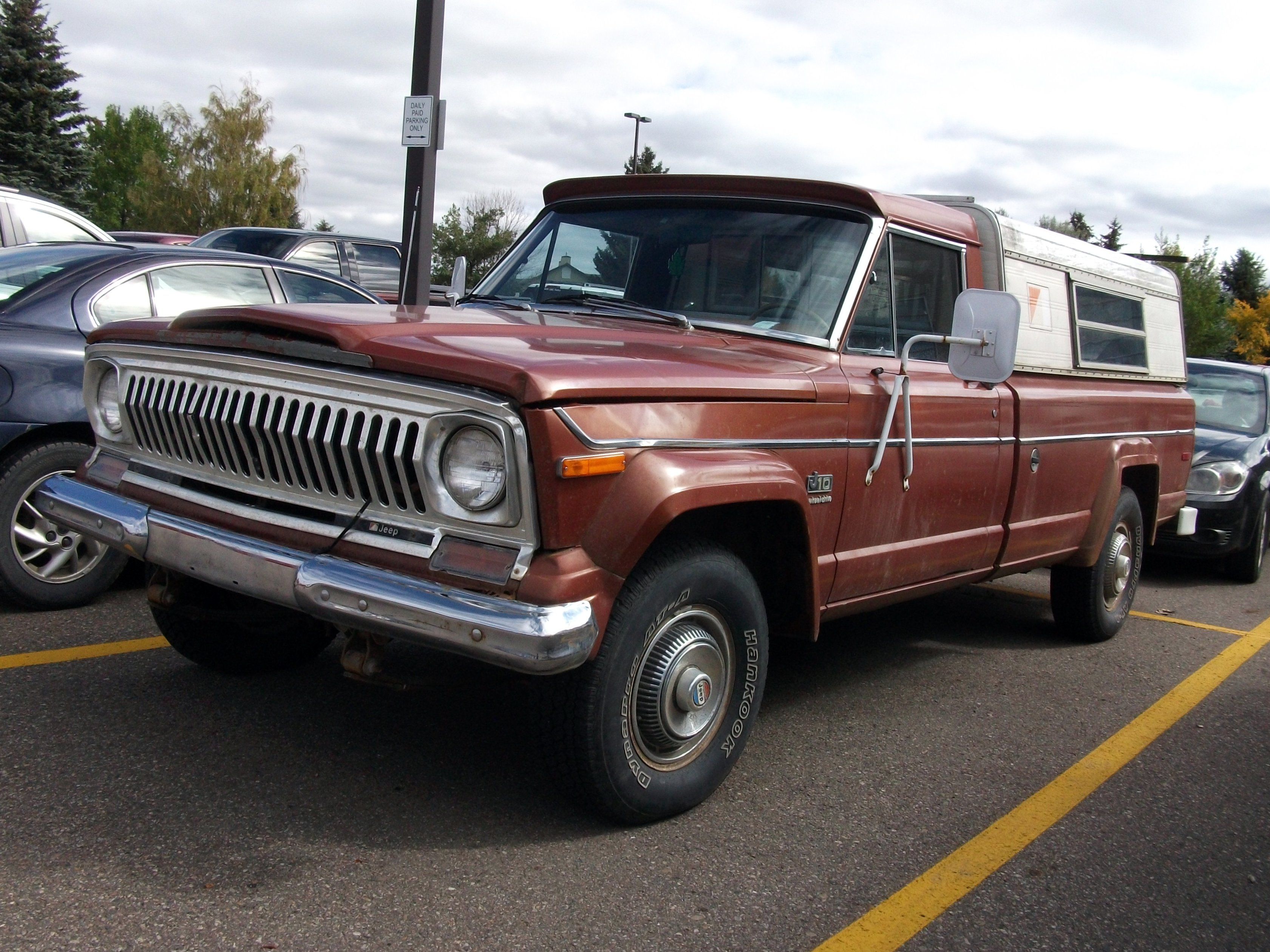
Jeep Pickup po liftingu

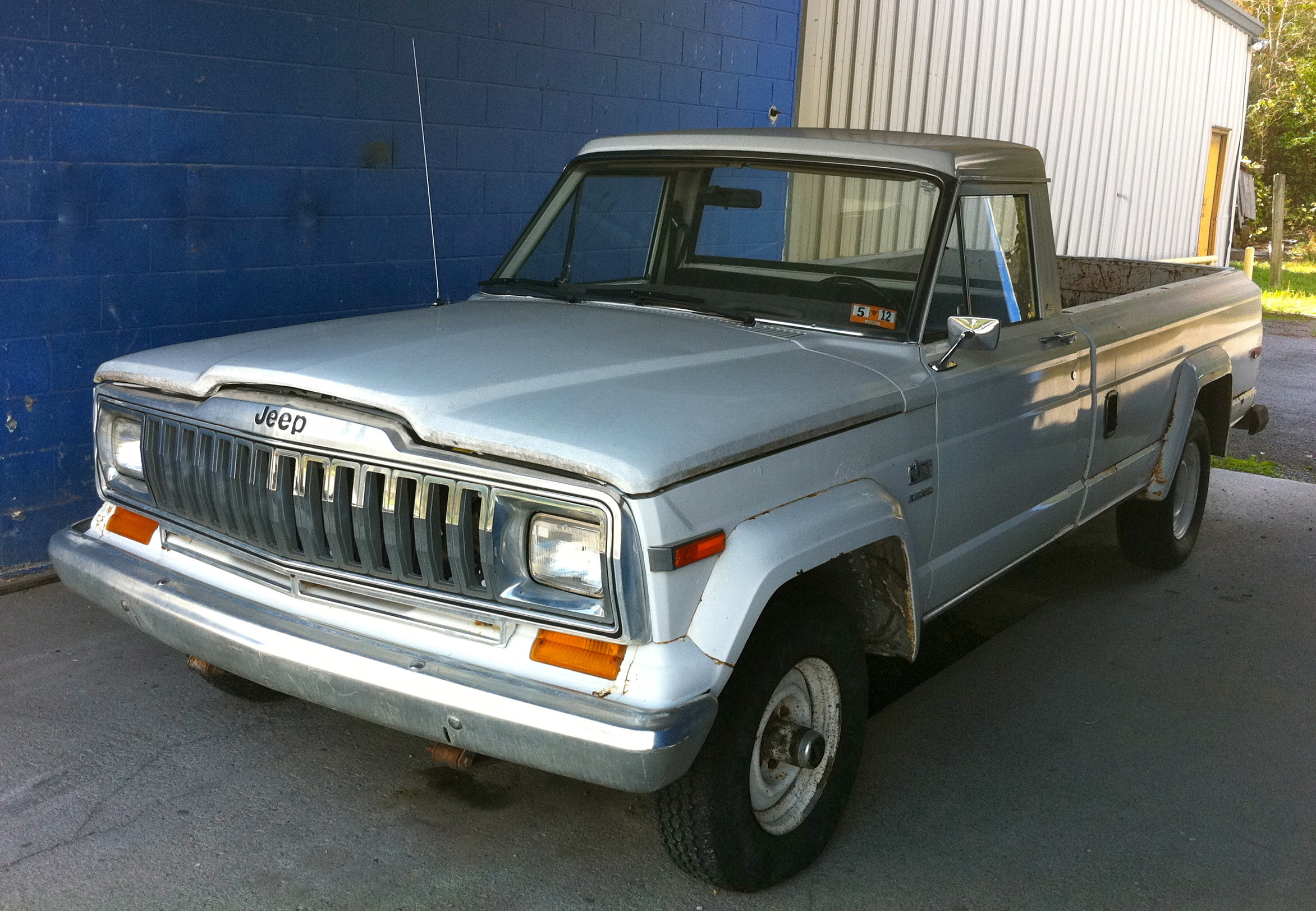
Jeep Pickup po drugim liftingu

Na początku lat 60. XX wieku będący u schyłku działalności Willys poszerzył swoją ofertę modelową o dużego pickupa opartego na bazie sztandarowego SUV-a Wagoneer. Model Gladiator dzielił z nim zarówno platformę, jak i wygląd pasa przedniego oraz pierwszej pary drzwi, a także otrzymał taki sam wystrój kabiny pasażerskiej wraz z kokpitem. W 1963 roku produkcję kontynuowała nowa firma, Kaiser-Jeep.
Charakterystyczną cechą wyglądu Jeepa Gladiatora z pierwszych lat produkcji był masywny przód z prostokątną, chromowaną atrapą chłodnicy, a także podwójne reflektory i wyraźne wybrzuszenie na masce łączące się z zaokrągloną górną krawędzią maski.

### Restylizacje
Wraz z gruntowną modernizacją z 1971 roku, Jeep zdecydował się zrezygnować ze stosowania nazwy Gladiator i odtąd sprzedawał swój model jako Jeep Pickup. Wzorem pokrewnego modelu Wagoneer, pojawił się zupełnie nowy pas przedni z szerokim, chromowanym grillem i znacznie mniejszymi, pojedynczymi okrągłymi reflektorami.
W 1984 roku Jeep Pickup przeszedł drugą modernizację, która przyniosła inny kształt reflektorów. Stały się one kwadratowe, zyskując do tego prostokątne kierunkowskazy. Ponadto, pojawiło się wyraźne wybrzuszenie na atrapie chłodnicy. Pod tą postacią samochód produkowano przez kolejne 4 lata, kończąc trwającą 27 lat produkcję tej linii modelowej w 1988 roku.

### Silniki
- L6 3.8l Tornado
- L6 3.8l AMC
- L6 4.2l AMC
- V8 5.4l AMC
- V8 5.7l Buick
- V8 5.9l AMC
- V8 6.6l AMC